# Kayoa
Kayoa (ook Kajoa en in de plaatselijke taal Pulau Urimatiti), is een eilandengroep van het regenschap Halmahera Selatan in de provincie Noord-Molukken van Indonesië.

## Beschrijving
Het hoofdeiland Kayoa ligt aan het zuideinde van een keten van vulkanische eilanden ten westen van het eiland Halmahera. Ten noorden ligt het eiland Makian en zuiden liggen de Batjaneilanden. Het hoofdeiland Kayoa is ongeveer 16 km lang en maxiaal 7 km breed. Van noord naar zuid loopt een rij heuvels over het eiland. 

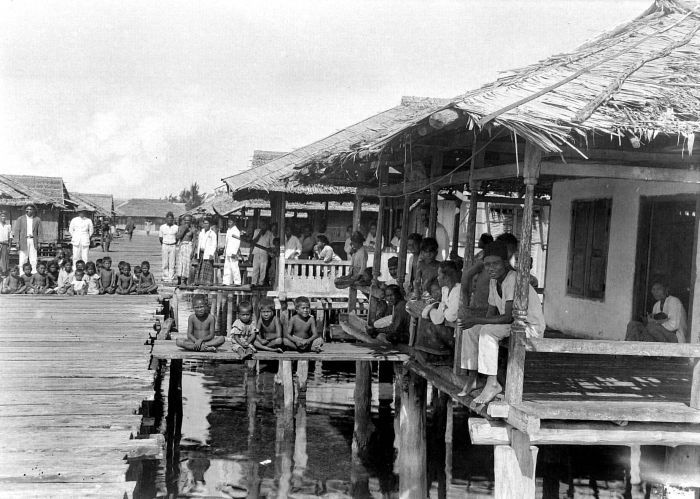
De Badjau of Badjo waren en zijn een zeevarende groep die ook wel zeezigeuners worden genoemd. Ze zwierven inderdaad door grote delen van de Archipel, vooral in het oostelijk gedeelte. Ze leefden in feite op hun vaartuigen, maar vormden toch ook dorpen aan de rand van het water, zoals de foto laat zien meer op het water dan op het land. De tendens om half op het land te gaan wonen, schijnt de laatste halve eeuw te zijn toegenomen. Zeezigeuners leefden vooral van de visserij. Ze hielden zich ook bezig met de vangst van zeekoeien (duyung). (P. Boomgaard, 2001). Bewoners van Badjo-kampong Kajoa op Ternate, Noord-Molukken

Eeuwen lang waren de eilanden de enige plaats ter wereld waar de kruidnagels werden verbouwd. Kayoa ligt dicht bij de evenaar en heeft een moessonklimaat met twee seizoen met soms hevige regenval. 
De hoogste top is de stratovulkaan gunung Tigalu (422 m). 
Uit archeologisch onderzoek bleek dat het eiland al meer dan 3500 jaar geleden bewoners had die landbouw bedreven en honden en varkens als huisdieren erop na hielden. 
Op 16 oktober 1858 bezocht de Britse natuuronderzoeker Alfred Russel Wallace het eiland en geeft in zijn boek  The Malay Archipelago een uitgebreide beschrijving van de soorten kevers die hij daar aantreft.
Op het eiland komen 74 soorten vogels voor waaronder minstens vier soorten die als kwetsbaar of bedreigd op de Rode Lijst van de IUCN staan, zoals de Molukse kraai (Corvus validus).